# Маркосиці
Маркосиці (пол. Markosice, нім. Markersdorf) — село в Польщі, у гміні Ґубін Кросненського повіту Любуського воєводства. Населення — 164 особи (2011).
У 1975-1998 роках село належало до Зеленогурського воєводства.

## Демографія
Демографічна структура станом на 31 березня 2011 року:
|          | Загалом | Допрацездатний вік | Працездатний вік | Постпрацездатний вік |
| -------- | ------- | ------------------ | ---------------- | -------------------- |
| Чоловіки | 89      | 18                 | 66               | 5                    |
| Жінки    | 75      | 17                 | 44               | 14                   |
| Разом    | 164     | 35                 | 110              | 19                   |